# Новомикільська сільська рада
Новомикільська сільська рада — колишній орган місцевого самоврядування у Кремінському районі Луганської області з адміністративним центром у с. Новомикільське.

## Загальні відомості
Водоймища на території, підпорядкованій даній раді: річка Красна.

## Населені пункти
Сільській раді підпорядковані населені пункти:
- с. Новомикільське

## Склад ради
Рада складається з 16 депутатів та голови.